# Coelorinchus kermadecus
Coelorinchus kermadecus és una espècie de peix de la família dels macrúrids i de l'ordre dels gadiformes.
És un peix bentopelàgic i marí d'aigües temperades que viu entre 623-1401 m de fondària, endèmic de Nova Zelanda.